# Schoepfia tetramera
Schoepfia tetramera là một loài thực vật có hoa trong họ Schoepfiaceae. Loài này được Herzog miêu tả khoa học đầu tiên năm 1916.